# ستيف فرتادو
ستيف فرتادو (بالفرنسية: Steve Furtado)‏ (22 نوفمبر 1994 في فرنسا - ) هو لاعب كرة قدم فرنسي في مركز الدفاع. لعب مع نادي أورليانز.

## وصلات خارجية
- ستيف فرتادو على موقع رابطة كرة القدم الفرنسية للمحترفين (الإنجليزية)
- ستيف فرتادو على موقع قاعدة بيانات كرة القدم.إي يو (الإنجليزية)
- ستيف فرتادو على موقع ليكيب (الفرنسية)
- ستيف فرتادو على موقع ناشيونال فوتبول تيمز (الإنجليزية)
- ستيف فرتادو على موقع Soccerway.com (الإنجليزية)